# Systropus serratus
Systropus serratus är en tvåvingeart som beskrevs av Yang 1995. Systropus serratus ingår i släktet Systropus och familjen svävflugor.
Artens utbredningsområde är Zhejiang (Kina). Inga underarter finns listade i Catalogue of Life.